# Magyar Nemzeti Szociolingvisztikai Vizsgálat
A Magyar Nemzeti Szociolingvisztikai Vizsgálat (MNSZV) keretében 1988-ban a felnőtt magyarországi lakosság életkor, nem, iskolázottság és településtípus szerint rétegzett reprezentatív mintájából nyelvhasználati adatokat gyűjtöttek. Ez a mintaválasztás lehetővé tette, hogy bizonyos valószínűséggel a teljes magyarországi lakosság nyelvi viselkedéséről és ítéleteiről ellenőrizhető kijelentéseket tegyenek.
A kutatás eredményeképpen 2003-ban Nyelv és társadalom a rendszerváltáskori Magyarországon című monográfia látott napvilágot. A könyv a rendszerváltás korának nyelvhasználatáról szól, egy letűnő társadalmi rendszer utolsó időszakának nyelvhasználati képét rajzolja meg. Egyben a magyar nyelv változatainak és változásainak későbbi vizsgálataihoz nyújt fontos összehasonlítási alapot.